# Кузьминська сільська рада (Городоцький район)
Кузьми́нська сільська́ ра́да — адміністративно-територіальна одиниця та орган місцевого самоврядування в Городоцькому районі Хмельницької області. Адміністративний центр — село Кузьмин.

## Загальні відомості
Кузьминська сільська рада утворена в 1920 році.
- Територія ради: 38,967 км²
- Населення ради: 1 152 особи (станом на 2001 рік)
- Територією ради протікають річки Сквила, Смотрич

## Населені пункти
Сільській раді були підпорядковані населені пункти:
- с. Кузьмин
- с. Шишківці

## Склад ради
Рада складалася з 16 депутатів та голови.
- Голова ради: Даць Тетяна Михайлівна
- Секретар ради: Музика Леоніда Станіславівна

### Керівний склад попередніх скликань
| Прізвище, ім'я, по батькові | Основні відомості                                                                       | Дата обрання | Дата звільнення |
| --------------------------- | --------------------------------------------------------------------------------------- | ------------ | --------------- |
| Дрибушко Яків Кирилович     | Сільський голова, 1948 року народження, член Соціалістичної партії України              | 26.03.2006   | 01.03.2007      |
| Даць Тетяна Михайлівна      | Сільський голова, 1961 року народження, освіта середня спеціальна, член Народної партії | 29.07.2007   | 31.10.2010      |
| Даць Тетяна Михайлівна      | Сільський голова, 1961 року народження, освіта середня спеціальна, член Народної партії | 31.10.2010   |                 |

Примітка: таблиця складена за даними сайту Верховної Ради України

### Депутати
За результатами місцевих виборів 2010 року депутатами ради стали:

#### За суб'єктами висування
| Суб'єкт висування                 | Кількість обраних депутатів | %    |
| --------------------------------- | --------------------------- | ---- |
| Політична партія «Сильна Україна» | 6                           | 37,5 |
| Самовисування                     | 6                           | 37,5 |
| Народна партія                    | 3                           | 18,8 |
| Комуністична партія України       | 1                           | 6,3  |

#### За округами
| № округу                          | Прізвище, ім'я, по батькові           | Дата визнання обраним | Освіта  | Партійна приналежність                  | Відомості про обраного депутата                         |
| --------------------------------- | ------------------------------------- | --------------------- | ------- | --------------------------------------- | ------------------------------------------------------- |
| Комуністична партія України       |                                       |                       |         |                                         |                                                         |
| 15                                | Бохван Олександр Володимирович        | 05.11.2010            | вища    | позапартійний                           | тимчасово не працює                                     |
| Народна Партія                    |                                       |                       |         |                                         |                                                         |
| 6                                 | Рудик Сергій Терентійович             | 05.11.2010            | вища    | член Народної партії                    | тимчасово не працює                                     |
| 9                                 | Музика Леоніда Станіславівна          | 05.11.2010            | вища    | член Народної партії                    | Кузьминська сільська рада, секретар                     |
| 13                                | Цвігун Іван Іванович                  | 05.11.2010            | вища    | член Народної партії                    | пенсіонер                                               |
| Політична партія «Сильна Україна» |                                       |                       |         |                                         |                                                         |
| 2                                 | Грабовський Антон Станіславович       | 05.11.2010            | середня | член Політичної партії «Сильна Україна» | тимчасово не працює                                     |
| 3                                 | Колюда Олександр Володимирович        | 05.11.2010            | середня | член Політичної партії «Сильна Україна» | приватне підприємство                                   |
| 4                                 | Сокальський Олег Станіславович        | 05.11.2010            | вища    | член Політичної партії «Сильна Україна» | Кузьминська ветлікарня, завідувач                       |
| 5                                 | Черевик Леонід Миколайович            | 05.11.2010            | середня | член Політичної партії «Сильна Україна» | тимчасово не працює                                     |
| 14                                | Кандаловська Ніна Євгенівна           | 05.11.2010            | вища    | член Політичної партії «Сильна Україна» | Кузьминська сільська рада, землевпорядник               |
| 16                                | Бардар Наталія Миколаївна             | 05.11.2010            | середня | член Політичної партії «Сильна Україна» | Кузьминське КП Городоцького райСТ, завідувачка магазину |
| Самовисування                     |                                       |                       |         |                                         |                                                         |
| 1                                 | Федлюк Василь Володимирович           | 31.03.2013            | вища    | позапартійний                           | Кузьминська ЗОШ, вчитель фізичного виховання            |
| 7                                 | Сіцінський Володимир Петрович         | 05.11.2010            | вища    | позапартійний                           | Кузьминська загальноосвітня школа, вчитель              |
| 8                                 | Матвєєв Володимир Олександрович       | 05.11.2010            | вища    | позапартійний                           | ТОВ «Мрія Поділля», механізатор                         |
| 10                                | Скотинянський В'ячеслав В'ячеславович | 08.05.2011            | середня | позапартійний                           | тимчасово не працює                                     |
| 11                                | Білан Марія Віталіївна                | 05.11.2010            | вища    | позапартійна                            | Кузьминська загальноосвітня школа, вчитель              |
| 12                                | Майструк Віталій Миколайович          | 05.11.2010            | вища    | позапартійний                           | ТОВ «Мрія Поділля», керуючий відділом                   |